# Diego Velázquez
Diego Velázquez (teljes születési nevén Diego Rodriguez de Silva y Velázquez; megkeresztelve: Sevilla, Spanyolország, 1599. június 6. – Madrid, Spanyolország, 1660. augusztus 6.), spanyol festőművész, IV. Fülöp spanyol király udvari festője, a Santiago-rend lovagja.

## Tanulóévei
Francisco Herrera el Viejo, majd Francisco Pacheco del Río tanítványa (és utóbb veje) volt. Első, sevillai korszakát népies zsánerképek (bodegones) jellemzik, amelyek festési módja, sötét árnyékaikkal, a megvilágítás erős ellentéteivel, a népies típusok éles jellemzésével, a csendéletszerű részletek szeretetével közvetve Caravaggióra emlékeztet. E máris erős realizmussal és hatalmas festői tudással kitüntetett csoport mesterművei: A vén szakácsnő (Richmond, Cook-gyűjtemény), A vízhordó (London, Apsley House), Étkező parasztok (Budapest, Szépművészeti Múzeum).
| Kezdő stílusa - zsánerképek                                      | Kezdő stílusa - zsánerképek                  | Kezdő stílusa - zsánerképek                             |
| ---------------------------------------------------------------- | -------------------------------------------- | ------------------------------------------------------- |
| Öreg nő tojást süt                                               | A vízhordó                                   | Jerónima de la Fuente                                   |
| Az idős szakácsnő tojást süt (1618) National Gallery of Scotland | Sevillai vízárus (1620) Apsley House, London | Étkező parasztok (1620) Szépművészeti Múzeum (Budapest) |

## Madridi évei

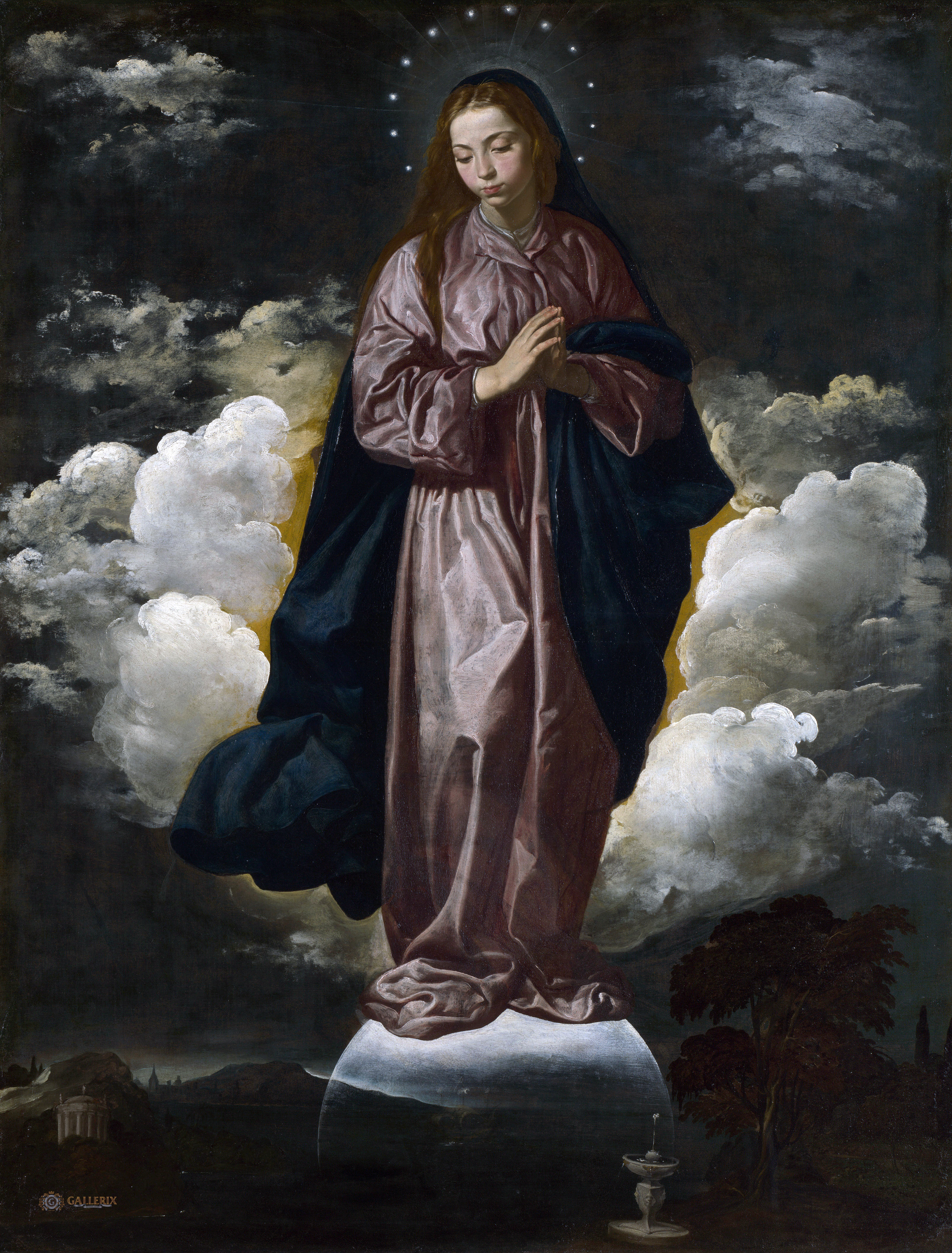
Szeplőtelen fogantatás, 1618 k. (kb. 19 évesen festette)

1622-ben látogatott el először Madridba, amelynek műkincsei, főleg Tiziano Vecellio művei nagy hatást gyakoroltak rá, a következő évben IV. Fülöp király szolgálatába szegődött. Ekkor kezdődött élete végéig tartó képmásfestő tevékenysége, amely a királyi családról, az udvarhoz tartozókról, a spanyol szellemi arisztokráciáról páratlan arcképcsarnokot eredményezett. Spanyol tradíciókból kiindulva, de Tiziano, majd Peter Paul Rubens hatása alatt is Velázquez fejlődése a képmások e végtelen sorában tükröződik vissza, míg időnként egy-egy más tárgyú festménye jelzi a megtett utat. Az első képmásokban erős plasztika, mély árnyékok uralkodnak és a Bacchus és az ivók (Los Borrachos) híres képe is (Madrid, Prado) a fiatalkori zsánerképek pompás továbbfejlesztését jelenti.

### Római útja

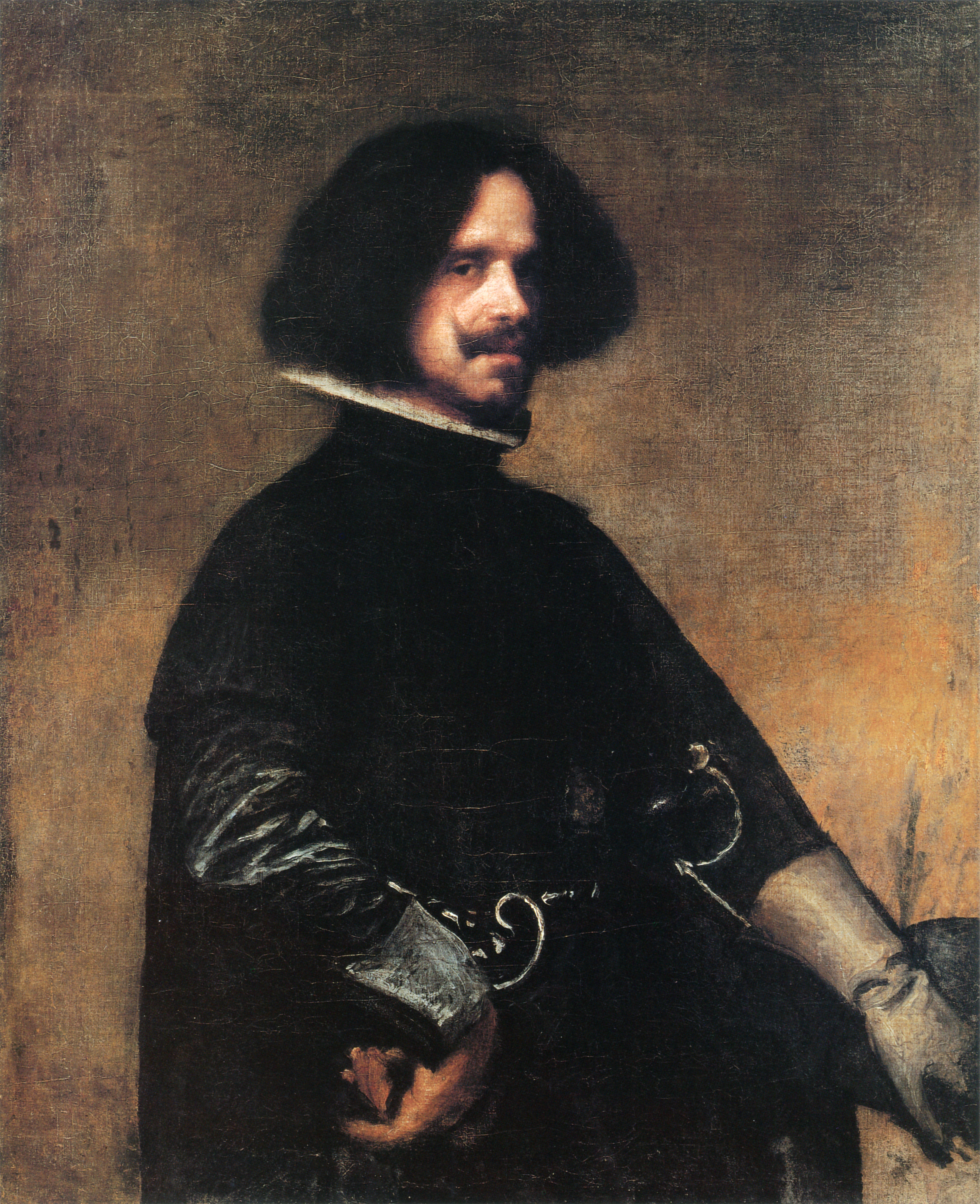
Diego Velázquez, önarckép (1643)

1629–31 között Rómában tartózkodott. Ott festette meg Vulcanus műhelye című képét (Prado), amely rendkívüli festői finomodásról tanúskodik, itt keletkezett két tájképi tanulmánya, amelyek a maguk fénytől áthatott frissességükkel egészen új törekvésekről adnak számot.

## Újra Madridban
Hazatérése után két évtizeden át ki sem mozdult Madridból. Az ekkor keletkezett képmások hosszú sorából kiemelkednek III. Fülöp, Ferdinánd bíboros-infáns és a kis Don Baltasar infáns vadászképei, a király, a kis infáns és Olivarez herceg lovas képei, a királyi udvarhoz tartozó hölgyek, törpék, komédiások, udvari bolondok képei (túlnyomórészt a Pradóban). Hatalmas léptekkel haladt festői fejlődése. Az alakok mind tökéletesebben olvadnak egybe a szabad térrel, a plasztikai mintázás mindinkább elenyészik és színek visszaadásának ad helyet. 

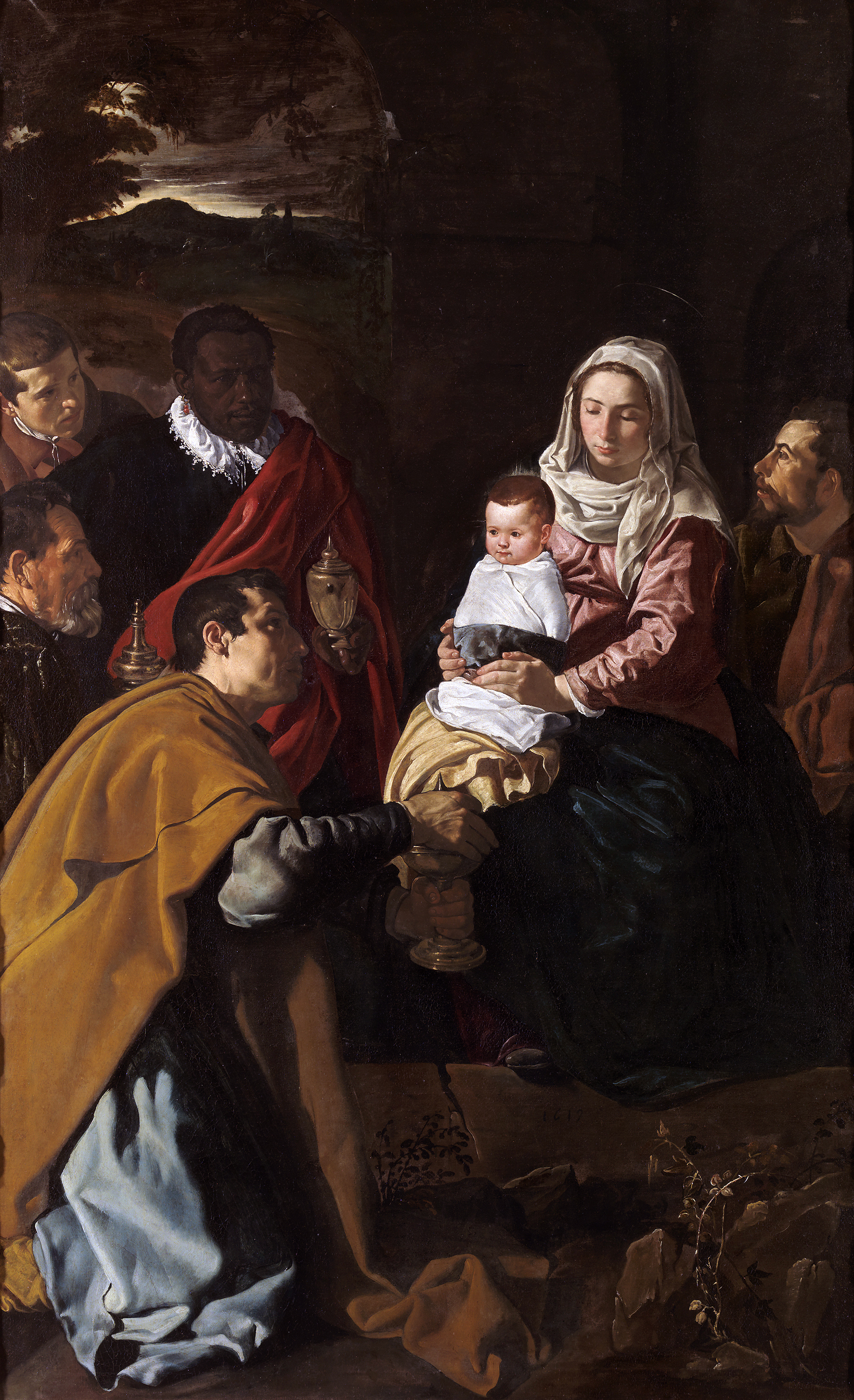
A Háromkirályok imádása, Prado, Madrid

Fejedelmi alakjai felülmúlhatatlanul komolyak, előkelők a maguk szenvtelenségében, a törpék stb. képeit rendíthetetlen tárgyilagosság jellemzi. E kornak nagy, reprezentatív alkotása a Breda átadását ábrázoló hatalmas kép (1639–41 (Prado), a kép ekonómiájában nagy szerepet játszó lándzsákról Las Lanzasnak nevezve) – Velázquez második itáliai tartózkodása az 1649–51 évekre esik. Rómában festette meg X. Ince pápa képmását (Róma, Doria-képtár), amely a színfoltok szabad felrakásával, a minden rikító eszközt kerülő jellemzés mélységével a arcképfestés legnagyszerűbb remekei közé tartozik. Velázquez utolsó évtizede a tökéletesség legmagasabb fokának elérését jelzi. Képmásai – kivált a gyermekképmások a csodálatosan gazdag ruhákban – a festői tudás netovábbjai.

## Utolsó nagy korszaka

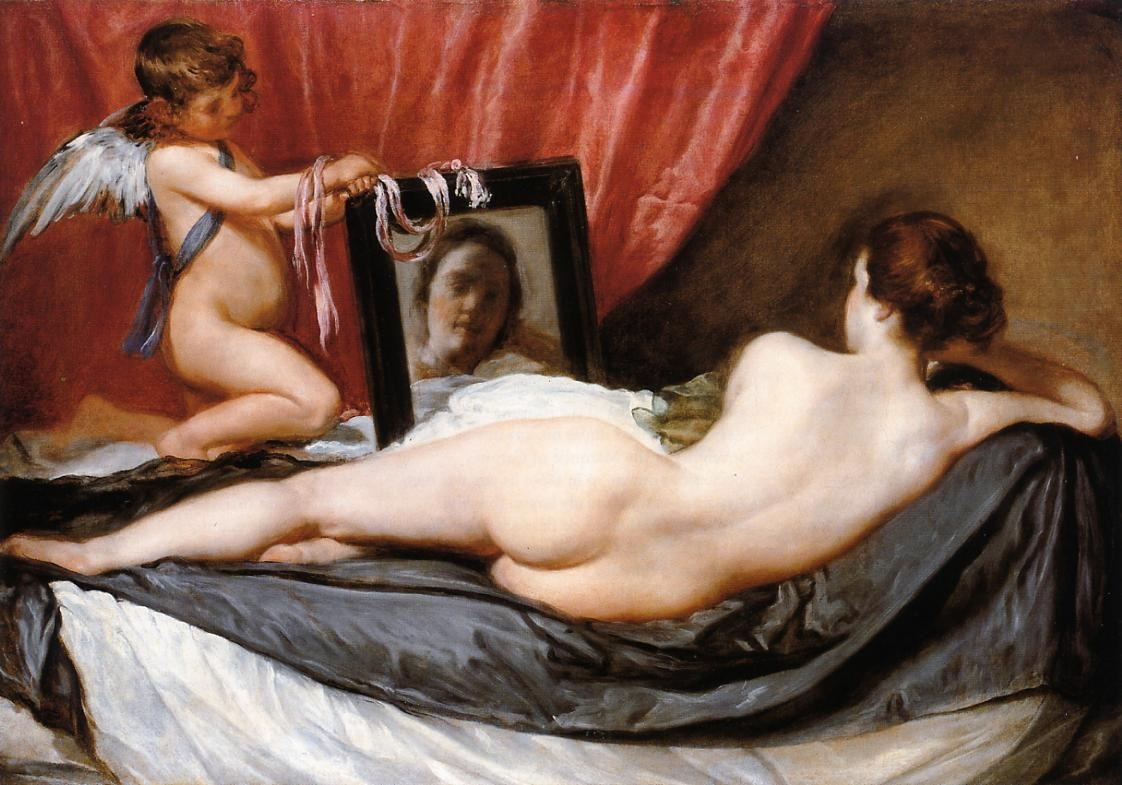
Venus tükörrel

Művei mind színesebbekké, szabadabbakká, festőiebbekké váltak. Két nagy festmény jelzi Velázquez utolsó korszakát: A szőnyegszövő nők (Las Hilanderas) és Az udvarhölgyek (Las Meninas). Itt is, ott is, a belső térben elhelyezett alakoknak a környezettel való tökéletes együtthatása a fény érvényre juttatása a legtökéletesebb festőmesterség. Igazi jelentőségét a 19. század második felében ismerték fel, amikor a természet tisztán festői ábrázolására irányuló törekvések (impresszionizmus) rokonok voltak az övéivel, és az ő művészetéből indultak ki (Édouard Manet). Velázquez dicsősége felülmúlta az akadémikus festés korában bálványozott Murillóét. Művészetén és művészettörténeti jelentőségén mit sem változtat, ha a modern művészi törekvések továbbfejlődésével a spanyol festészet történetének más nagy alakjai léptek előtérbe: Goya vagy El Greco.

## Műveiből
| Galéria |
| --- |

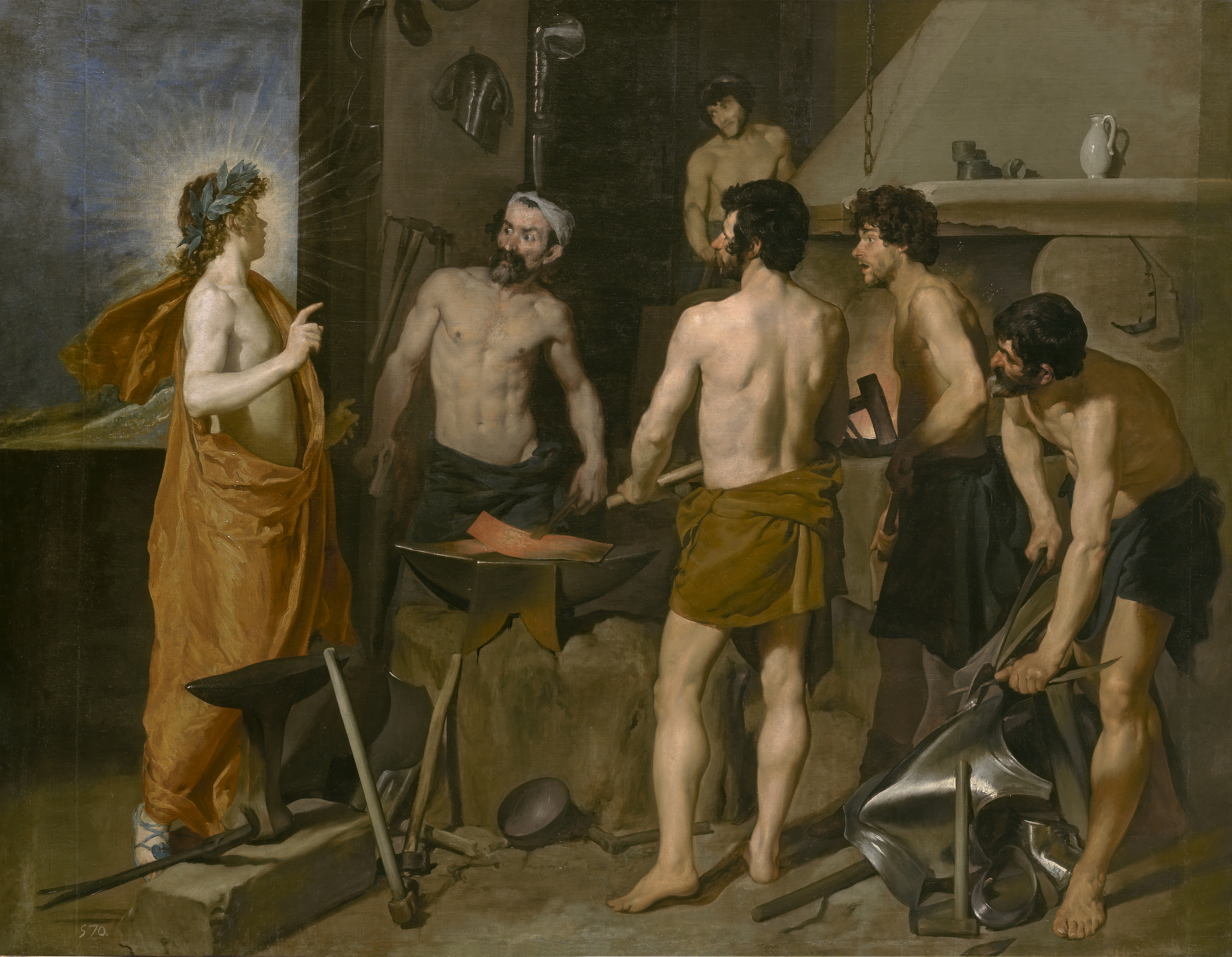
Vulcanus műhelye („La Fragua de Vulcano”), 1629
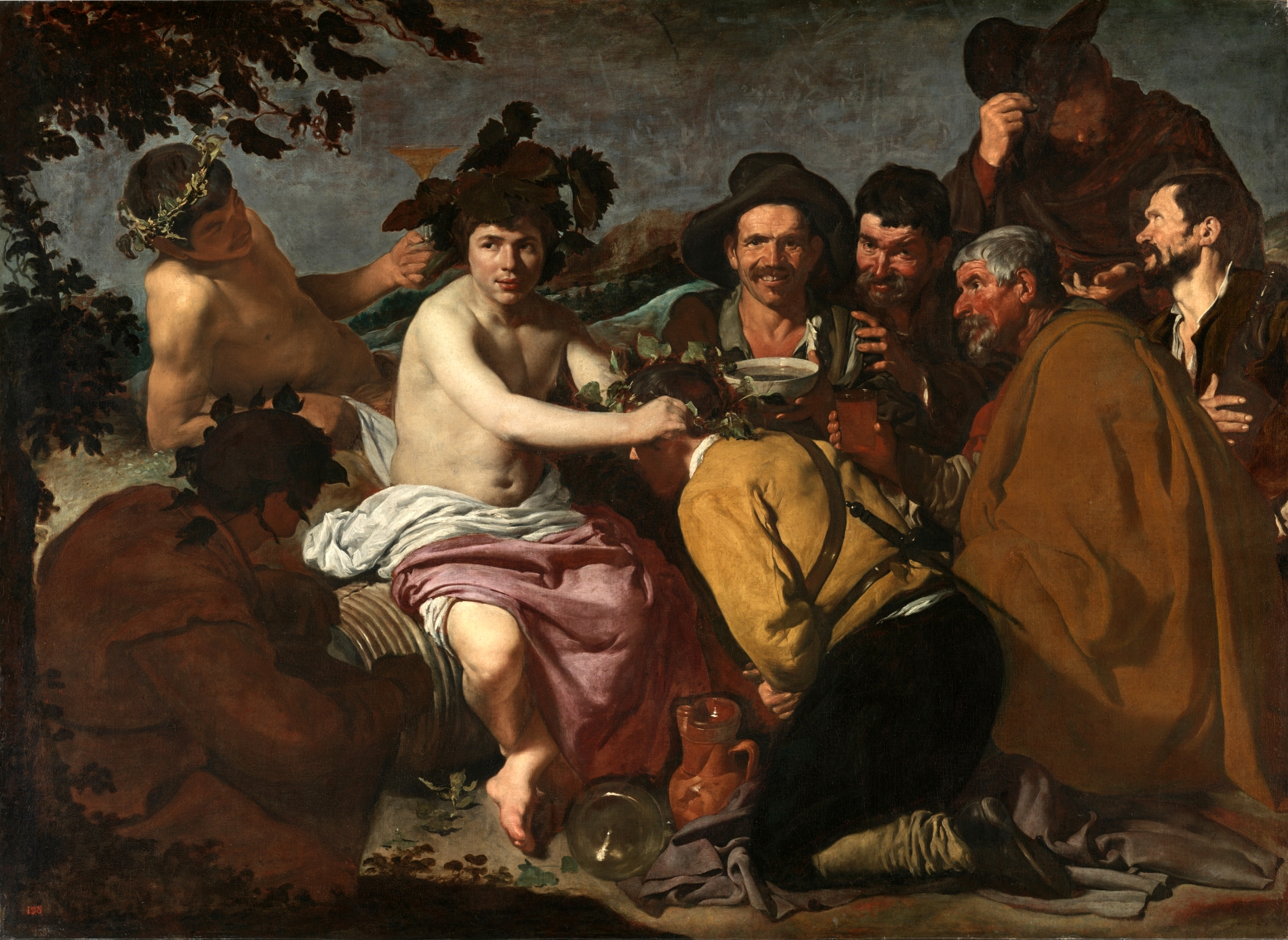
Bacchus győzelme, avagy a részegek („Los borrachos”), 1628
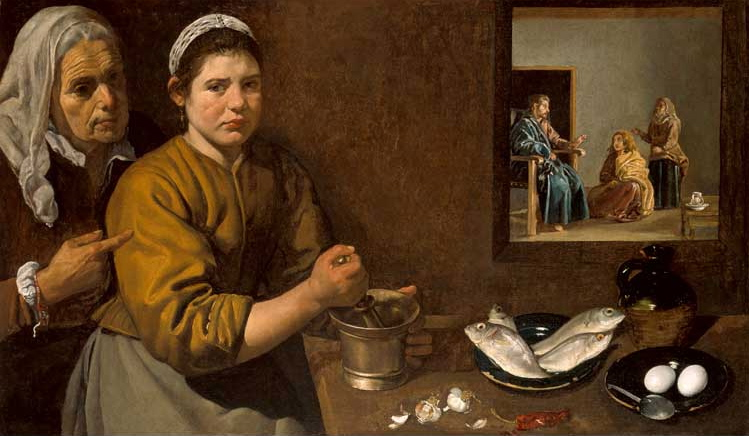
Krisztus Márta és Mária házában, 1618

| - Vulcanus műhelye („La Fragua de Vulcano”), 1629 - Bacchus győzelme, avagy a részegek („Los borrachos”), 1628 - Krisztus Márta és Mária házában, 1618 - Démokritosz (1628–1629) - Szent Tamás megkísértése, Orihuela, Museo Diocesano - IV. Fülöp spanyol király portréja - IV. Fülöp spanyol király portréja (1644), Frick Collection, New York - Bourbon Izabella, IV. Fülöp spanyol király első felesége (1632) - A gyermek Margarita Teresa kék ruhában - Gaspar de Borja y Velasco bíboros - Don Antonio el Inglés - Felipe Prospero herceg portréja - Baltazár Károly trónörökös vadászként - Baltazár Károly spanyol trónörökös, lóháton, Prado (1634–1635) - Fehér ló (1634–1635) - Hölgy legyezővel (1640–1642) - Szibülla (1631) - Krisztus a kereszten (1632) - Las Meninas, Az udvarhölgyek - Szent Péter |

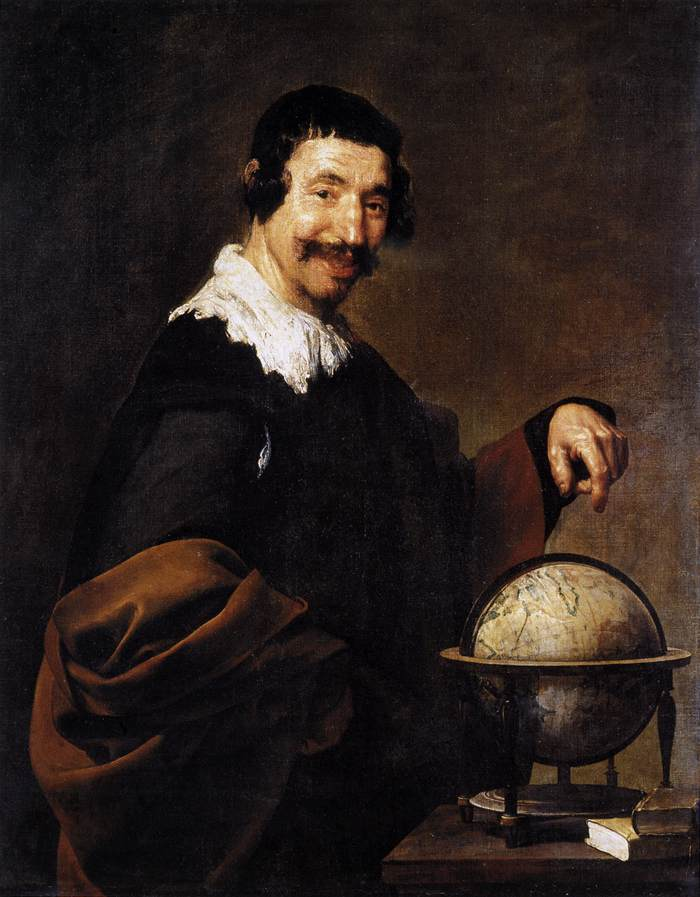
Démokritosz (1628–1629)
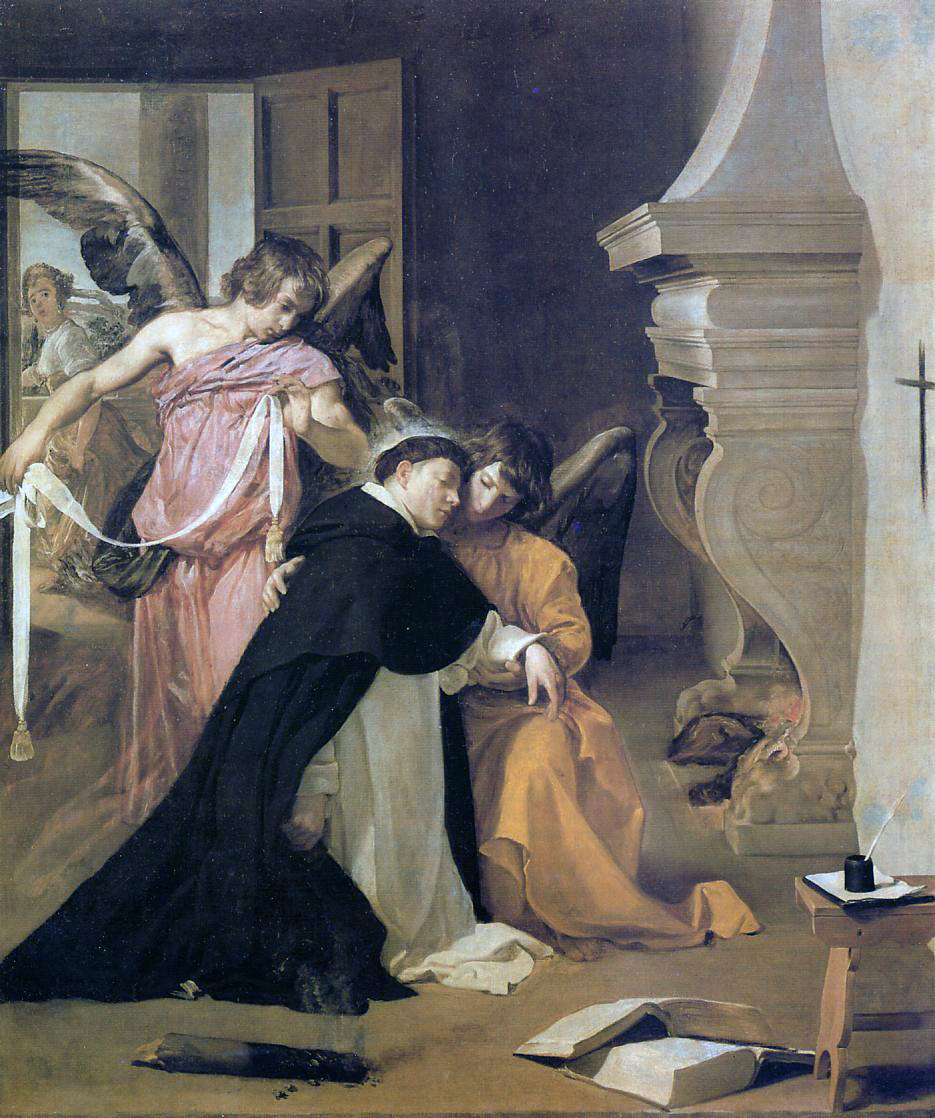
Szent Tamás megkísértése, Orihuela, Museo Diocesano
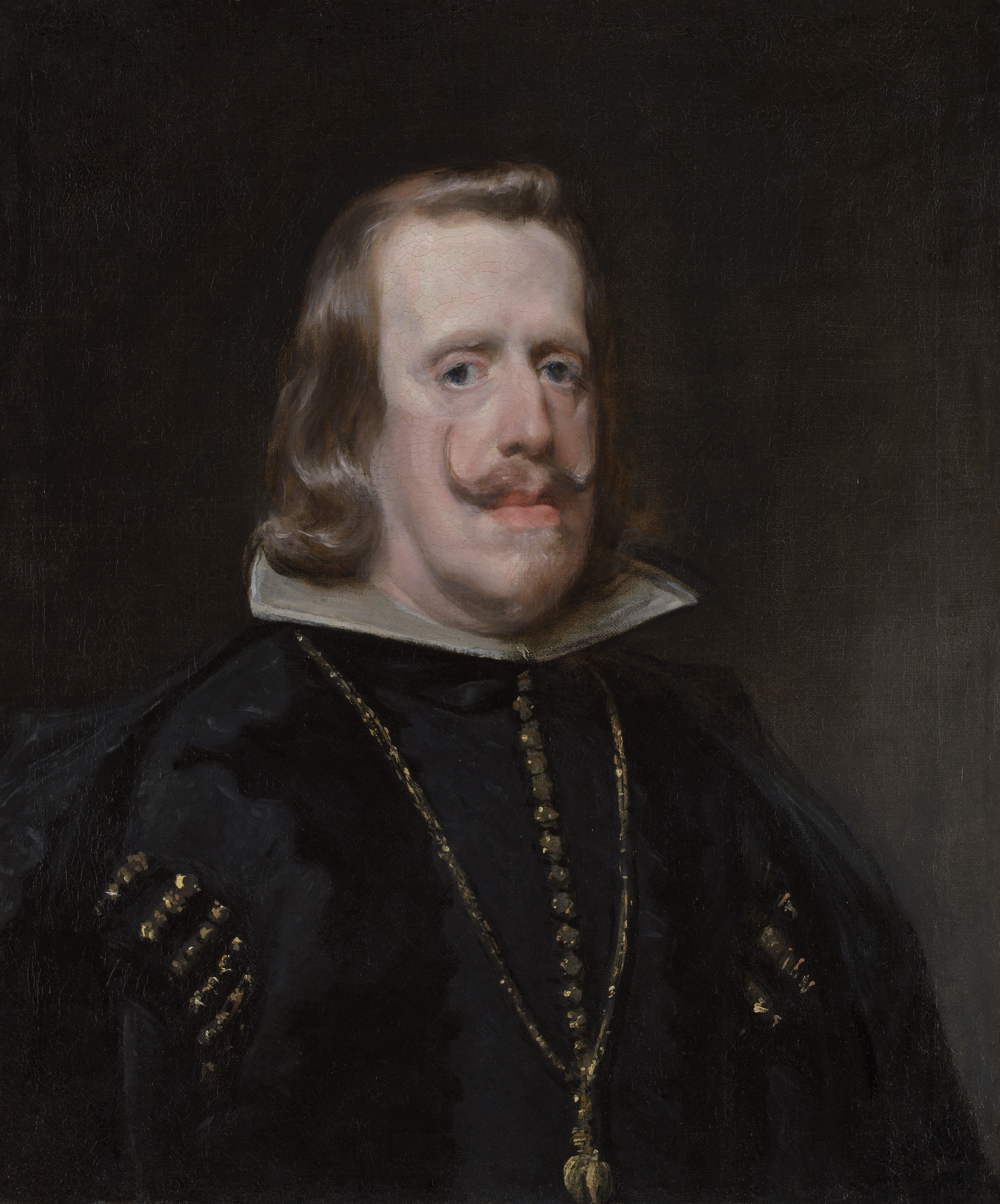
IV. Fülöp spanyol király portréja
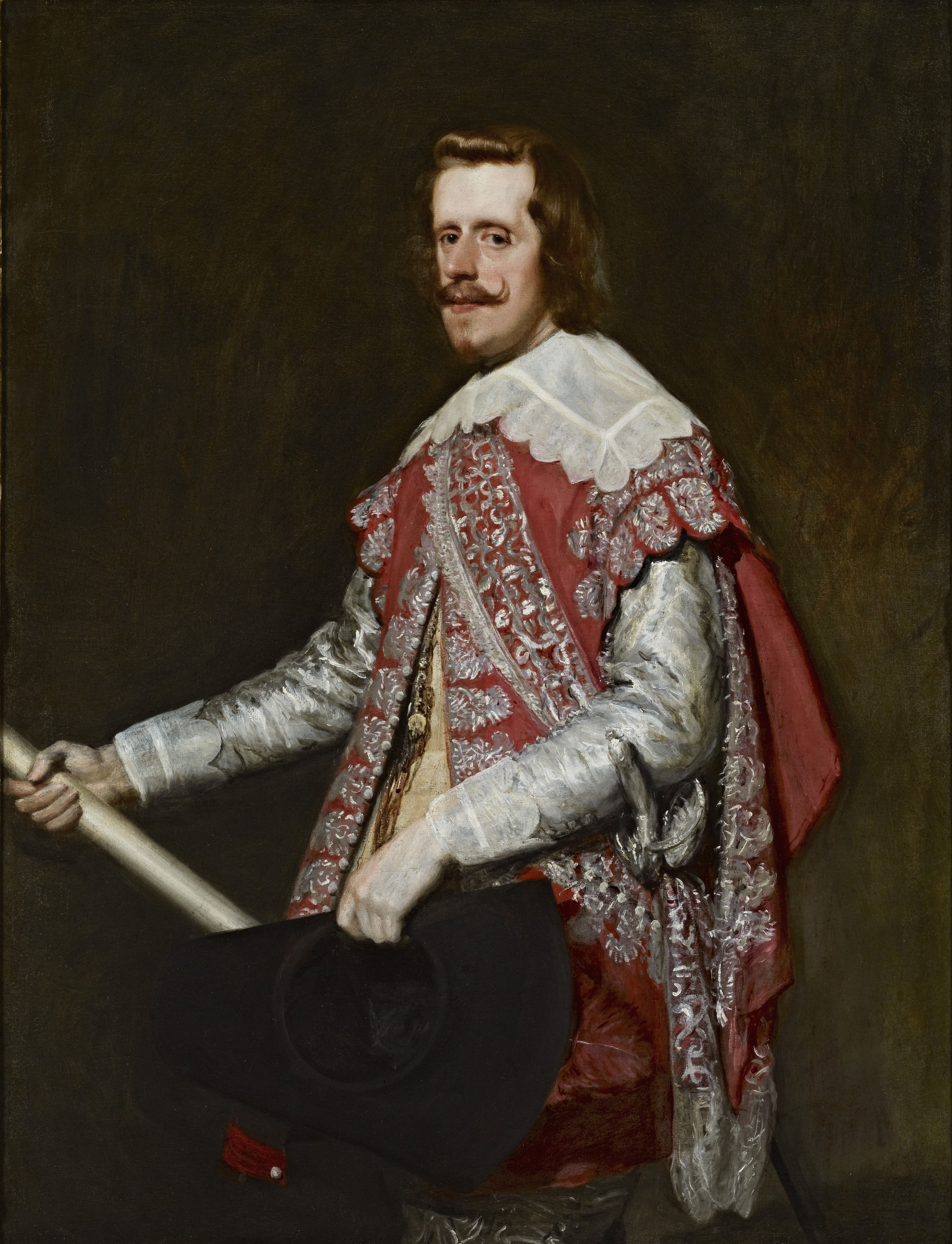
IV. Fülöp spanyol király portréja (1644), Frick Collection, New York
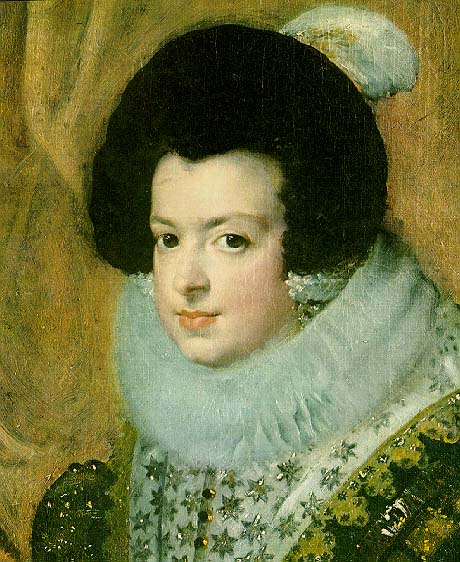
Bourbon Izabella, IV. Fülöp spanyol király első felesége (1632)
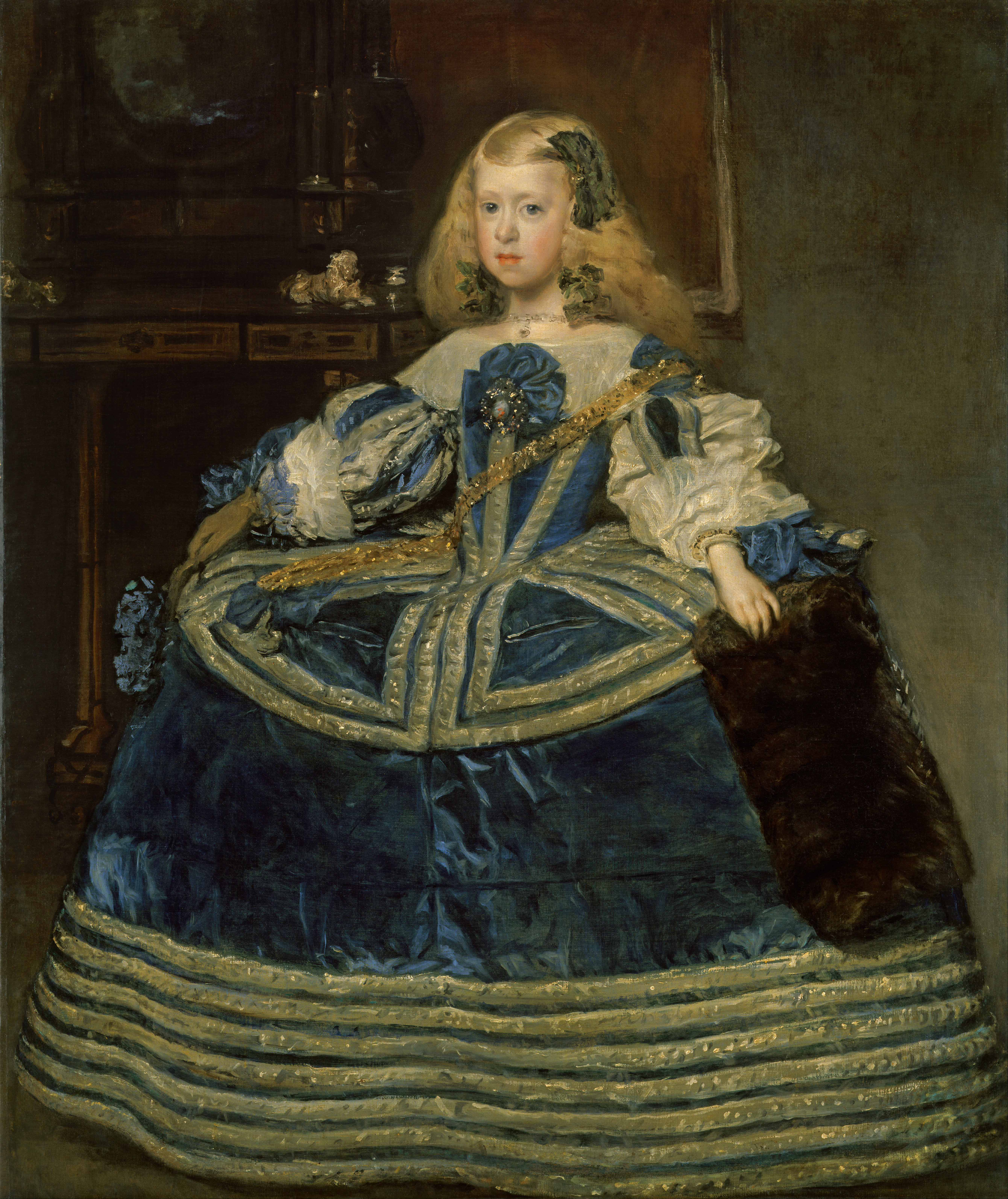
A gyermek Margarita Teresa kék ruhában
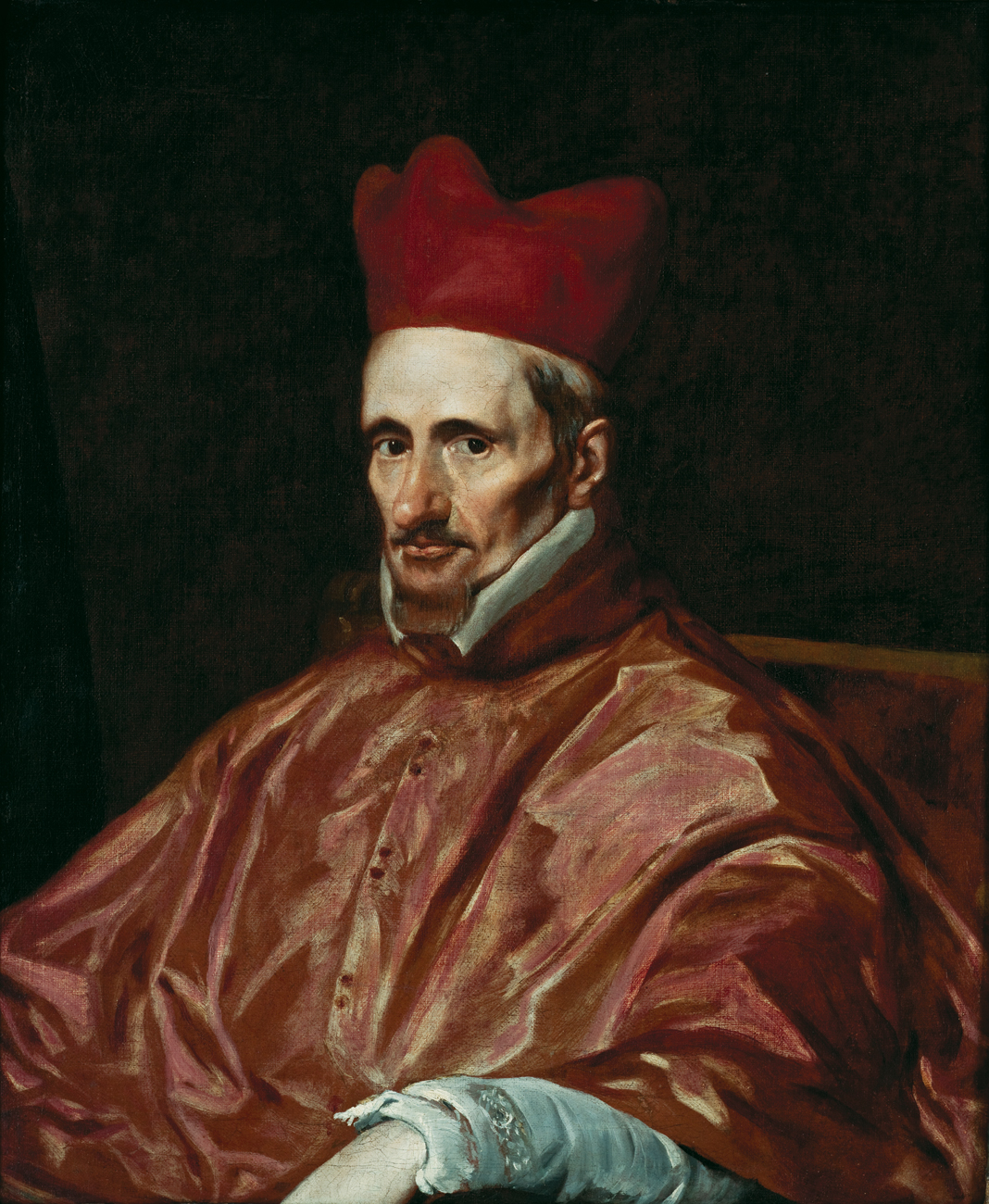
Gaspar de Borja y Velasco bíboros
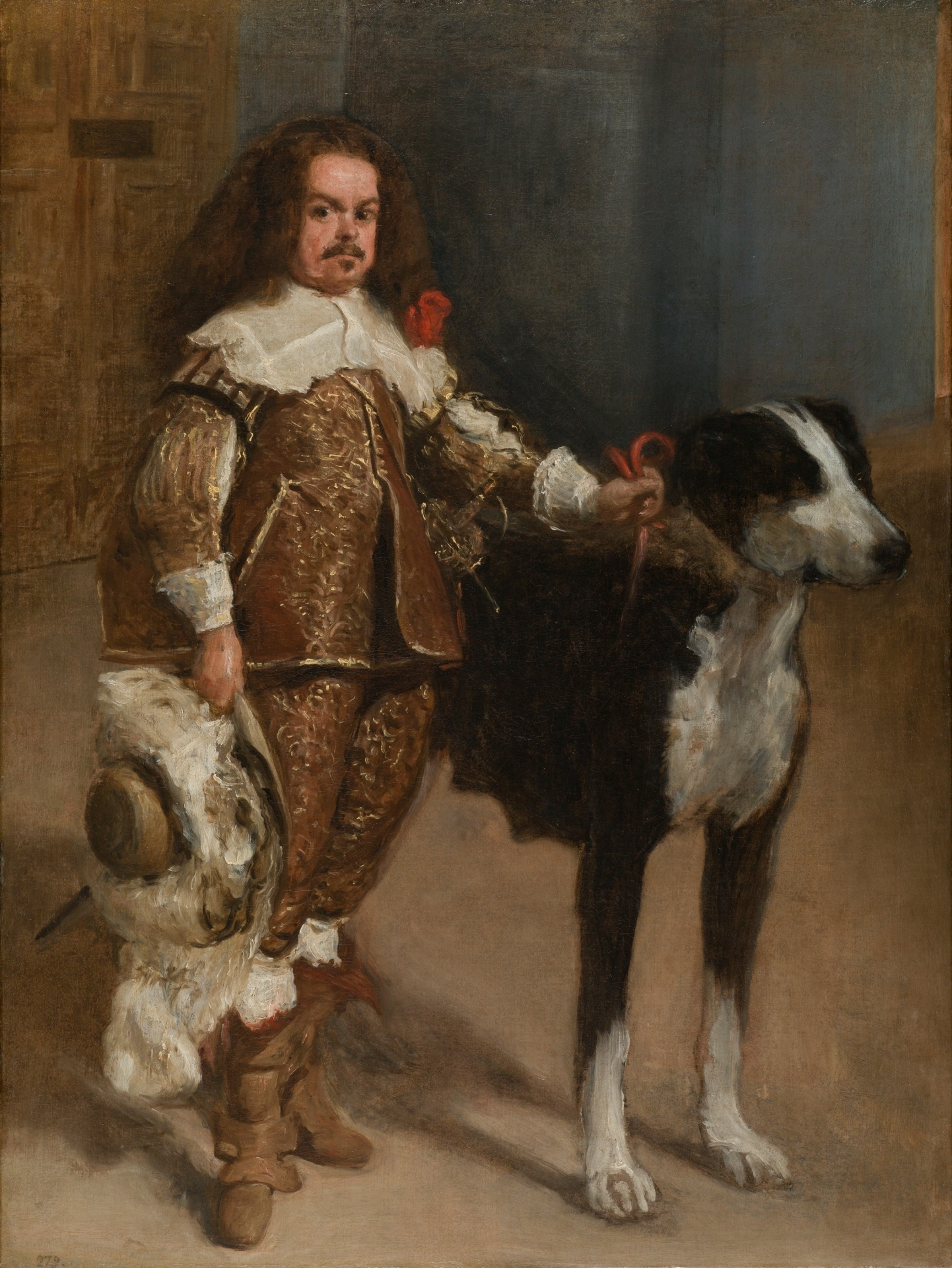
Don Antonio el Inglés
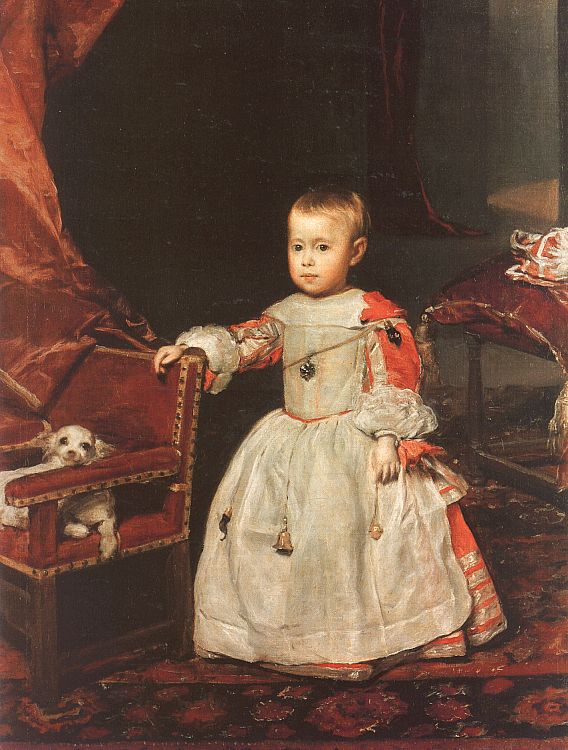
Felipe Prospero herceg portréja
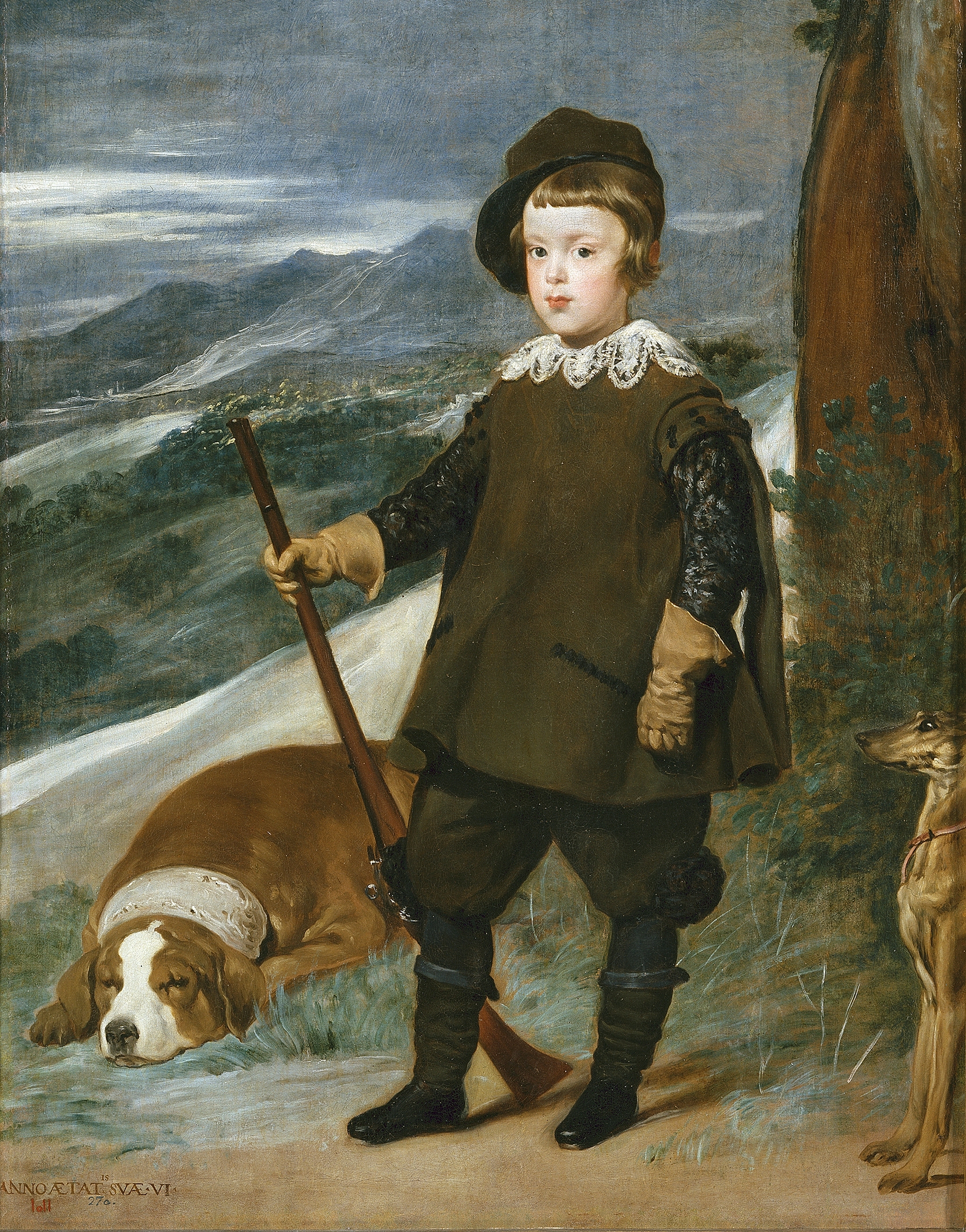
Baltazár Károly trónörökös vadászként
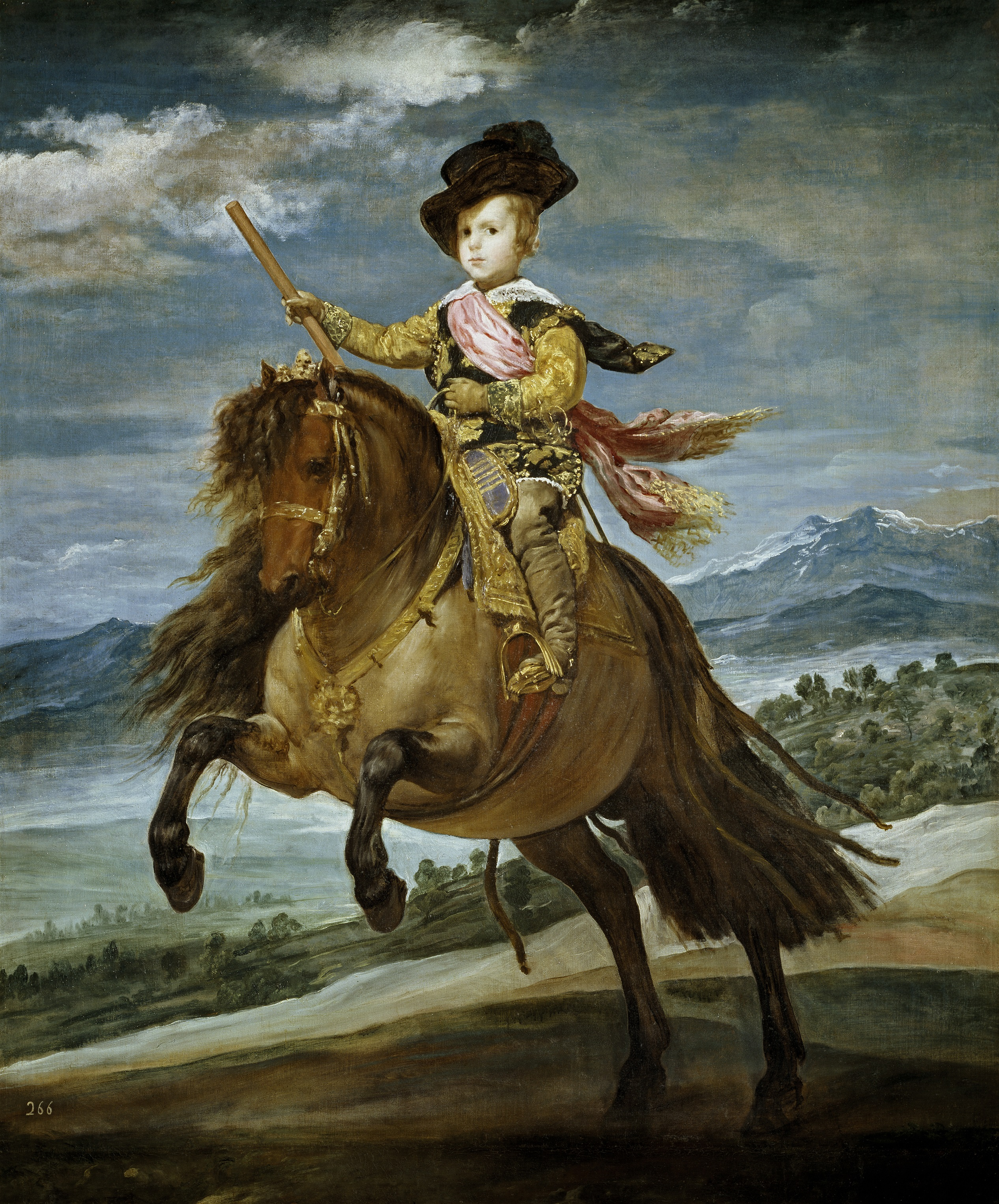
Baltazár Károly spanyol trónörökös, lóháton, Prado (1634–1635)
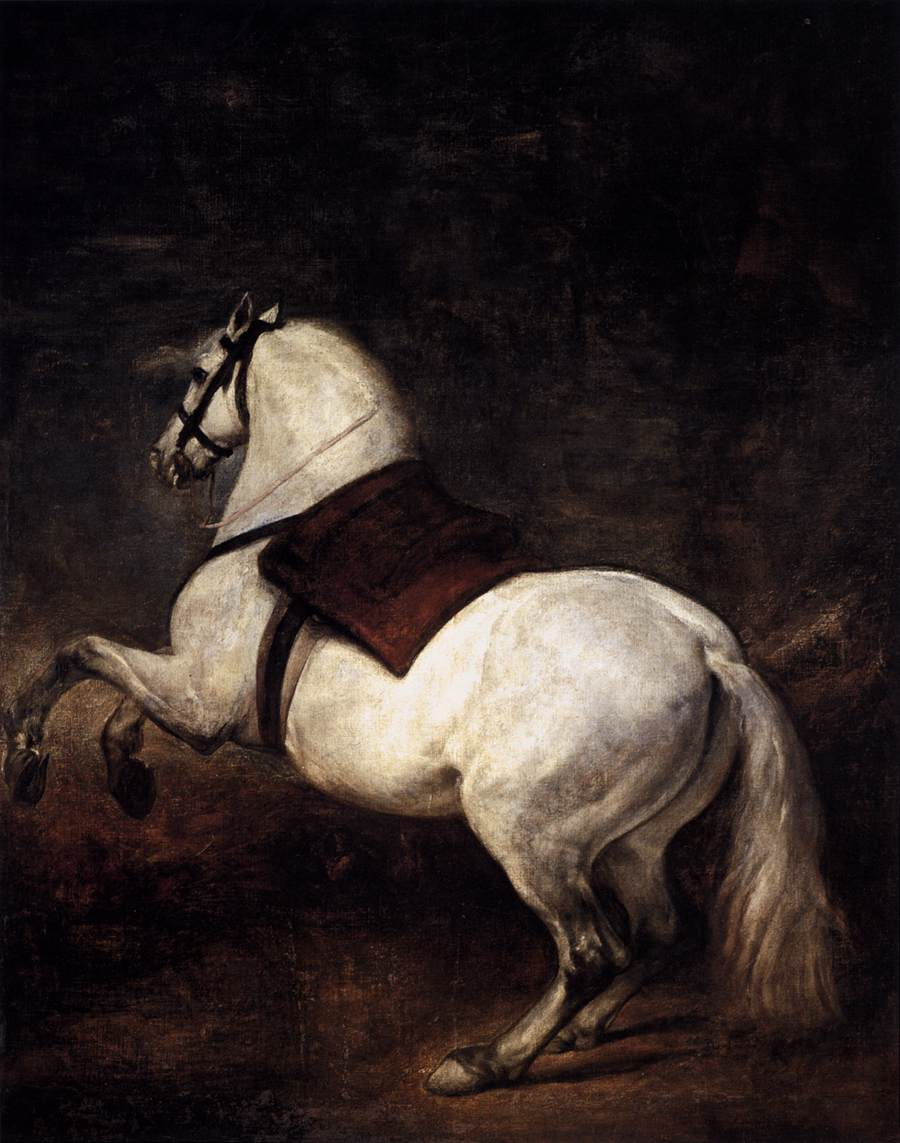
Fehér ló (1634–1635)
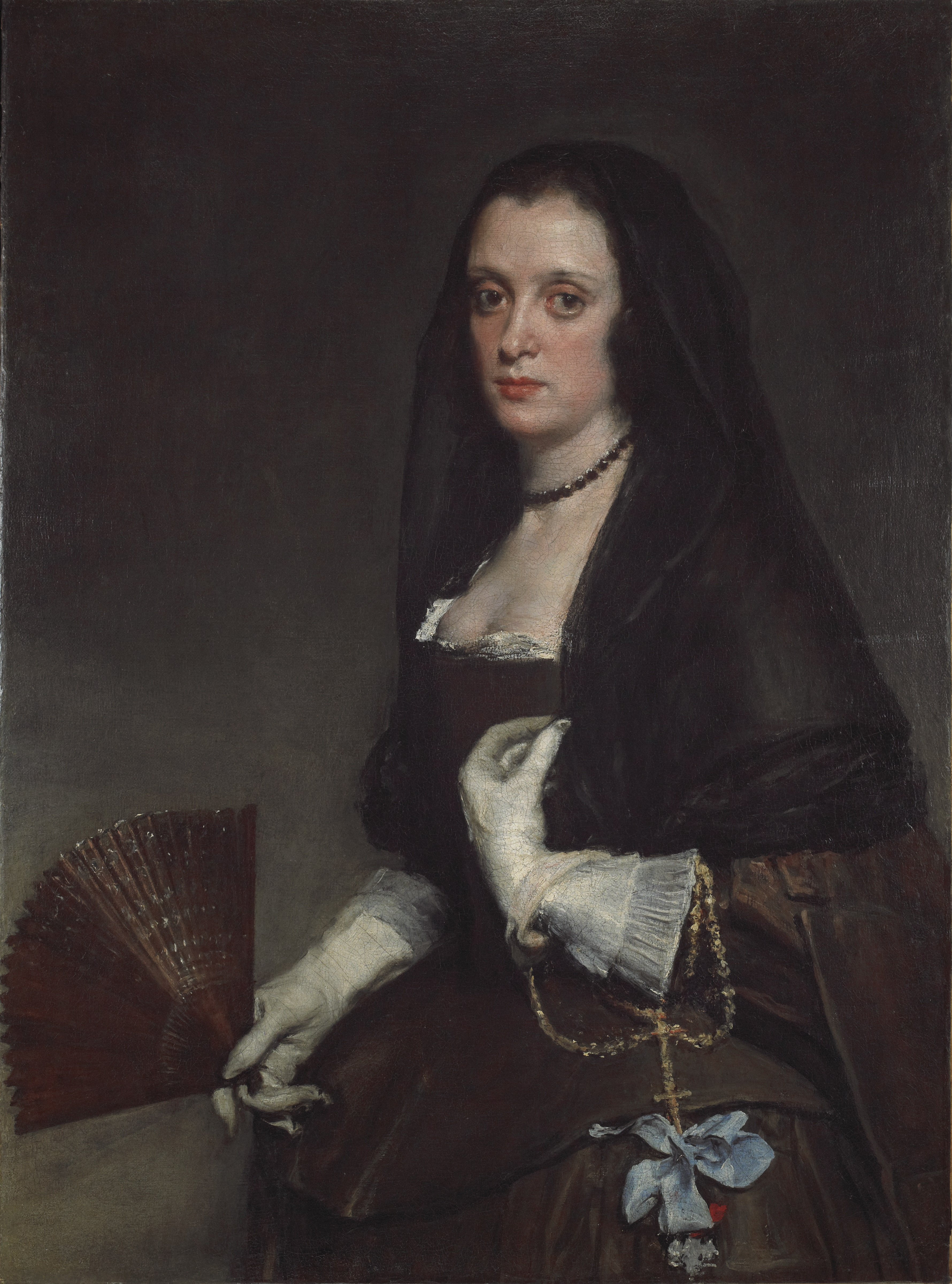
Hölgy legyezővel (1640–1642)
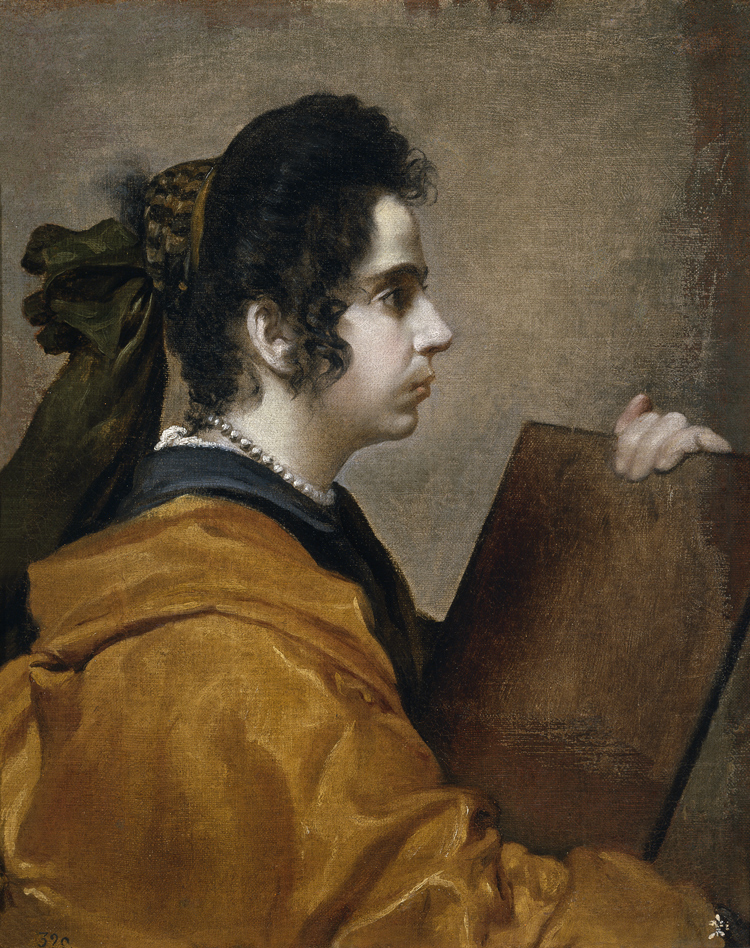
Szibülla (1631)
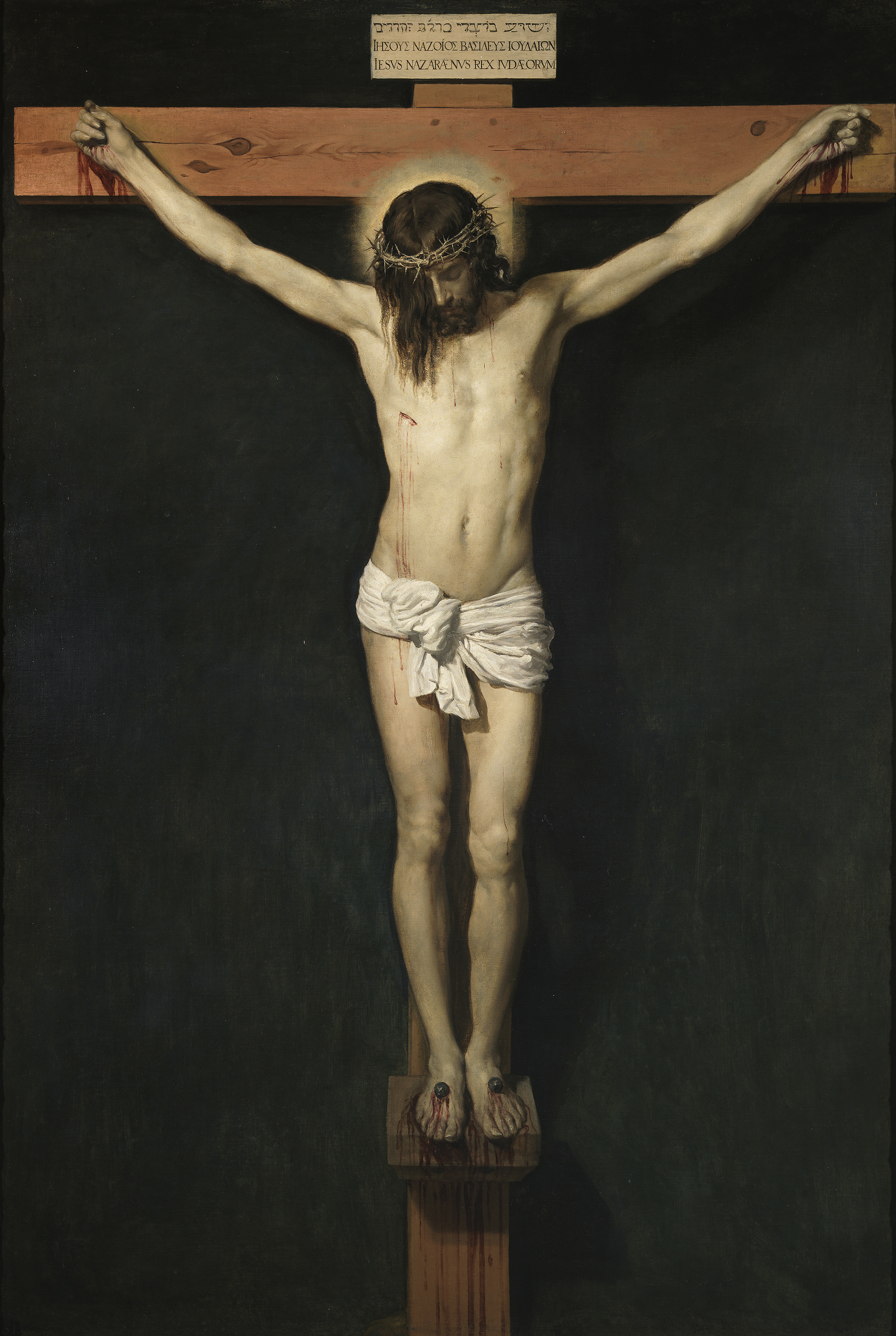
Krisztus a kereszten (1632)
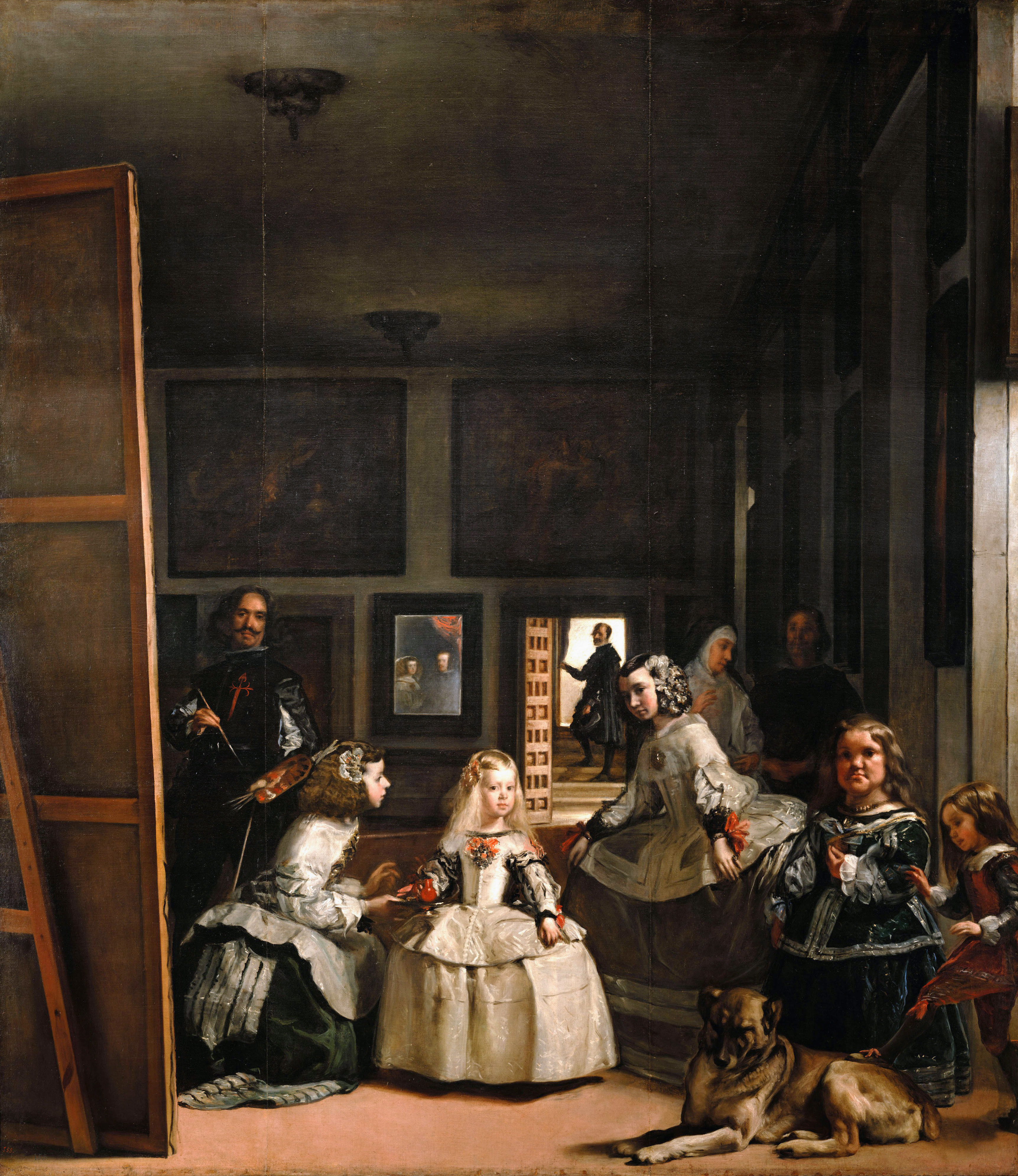
Las Meninas, Az udvarhölgyek
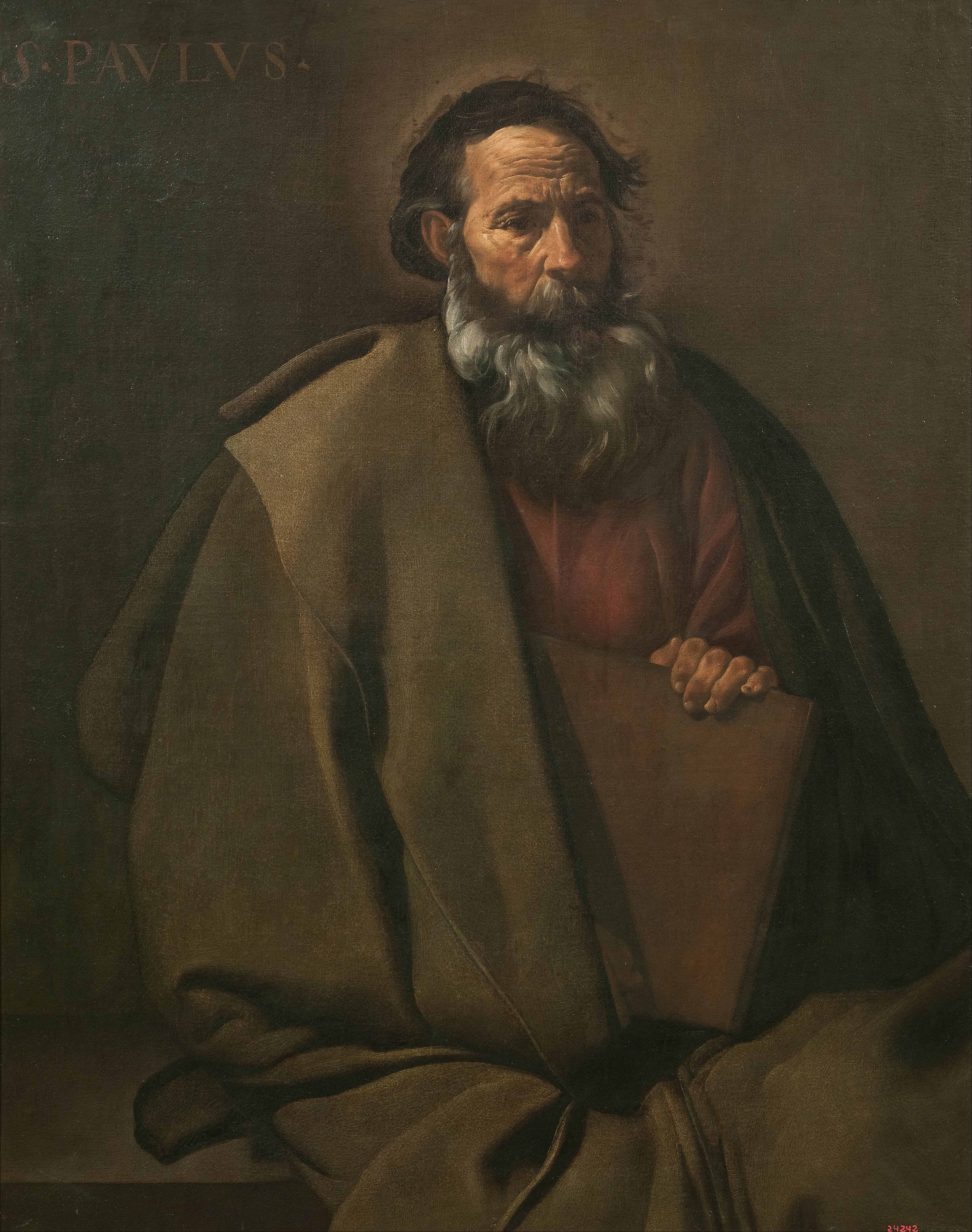
Szent Péter

## Bibliográfia

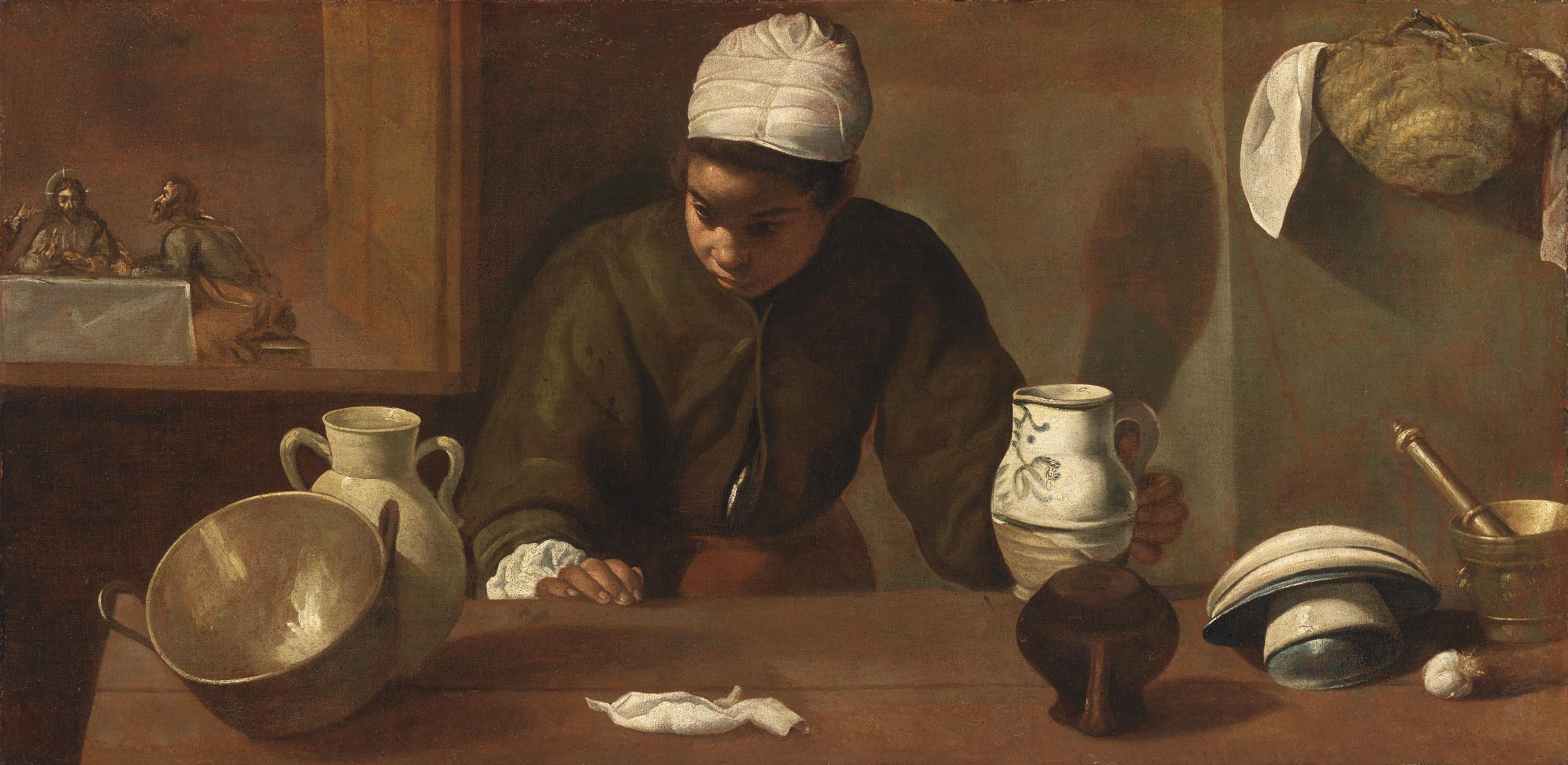
Mulatt nő (1618 k.)

- Stirling: Velazquez and his works (London, 1855)
- Curtis: Velazquez and Murillo (London és New-York 1883)
- Justi klasszikus műve: Diego Velazquez und sein Jahrhundert (Bonn, 1888, 2. kiad. 1903)
- Stevenson: The Art of Velazquez (London, 1895)
- Beruete: Velazquez (Párizs, 1898)
- Lafond (Párizs, 1906); Baldry: Velazquez (New York, 1908)
- Calvert és Hartley: Velazquez (London, 1908)
- Gensel: Velazquez (2. kiad. Berlin, 1908)
- Passuth László: A harmadik udvarmester (történelmi regény, 1. kiad. Szépirodalmi Könyvkiadó, Budapest, 1962)